# Padang Mahondang
Padang Mahondang is een bestuurslaag in het regentschap Asahan van de provincie Noord-Sumatra, Indonesië. Padang Mahondang telt 5653 inwoners (volkstelling 2010).